# Добринский сельсовет (Оренбургская область)
Добринский сельсовет — сельское поселение в Александровском районе Оренбургской области Российской Федерации.
Административный центр — село Добринка.

## История
Статус и границы сельского поселения установлены Законом Оренбургской области от 9 марта 2005 года № 1892/320-III-ОЗ «О муниципальных образованиях в составе муниципального образования Александровский район Оренбургской области»

## Население
| 2010 | 2012 | 2013 | 2014 | 2015 | 2016 | 2017 |
| ---- | ---- | ---- | ---- | ---- | ---- | ---- |
| 835  | ↘806 | ↘795 | ↗799 | ↘753 | ↘747 | ↘708 |
| 2018 | 2019 | 2020 | 2021 |      |      |      |
| ↘683 | ↘655 | ↗665 | ↘664 |      |      |      |

## Состав сельского поселения
| № | Населённый пункт | Тип населённого пункта       | Население |
| - | ---------------- | ---------------------------- | --------- |
| 1 | Архангеловка     | село                         | 0         |
| 2 | Добринка         | село, административный центр | 530       |
| 3 | Загорский        | посёлок                      | 236       |
| 4 | Михайловка       | село                         | 69        |